# Dedryck Boyata
Anga Dirk Boyata (Ukkel, 28 november 1990) is een Belgisch voormalig voetballer die bij voorkeur in de verdediging speelde. Hij kwam onder meer uit voor Celtic FC, Hertha BSC en Club Brugge. Boyata speelde van 2010 tot en met 2022 31 interlands voor het Belgisch voetbalelftal. Sinds 2025 is hij als voetbaltrainer aan de slag.

## Carrière

### Jeugd
Boyata is van Congolese origine. Zijn vader is Bienvenu Boyata en is een voormalig voetballer. Zo verdedigde vader Boyata ooit nog de kleuren van onder meer Union Sint-Gillis en Stade Leuven. Dedryck Boyata voetbalde bij de jeugd Sint-Joost, White Star Woluwe en FC Brussels. Bij Brussels werd hij tijdens de Milk Cup, een jeugdtoernooi in Noord-Ierland, door scouts van Manchester City opgemerkt. In 2006, op vijftienjarige leeftijd, verhuisde Boyata naar Engeland, waar hij zich opwerkte naar het belofte-elftal van Manchester City. Zijn debuut op het hoogste niveau bleef uit.

### Manchester City
In 2009 boekte Boyata vooruitgang. De Italiaan Roberto Mancini werd eind 2009 aangesteld als de opvolger van de ontslagen trainer Mark Hughes. Mancini gaf Boyata voor het eerst in zijn loopbaan een plaats op de bank. Op 2 januari 2010 maakte hij zijn debuut. In een wedstrijd om de FA Cup startte Boyata in het basiselftal. Hij speelde aan de zijde van zijn landgenoot Vincent Kompany.
Op 26 augustus 2010 maakte hij zijn eerste doelpunt voor Manchester City in een kwalificatiewedstrijd voor de UEFA Europa League tegen FC Timişoara. Op 14 mei 2011, in de finale van de FA cup tegen Stoke City zat Boyata in de wedstrijdkern. Hij kwam echter niet van de bank. De wedstrijd werd met 1-0 gewonnen, meteen zijn eerste prijs. Doorbreken lukte uiteindelijk niet. 

#### Verhuur aan Bolton Wanderers
Om ervaring op te doen werd hij tijdens het seizoen 2011/12 voor 1 seizoen uitgeleend aan Bolton dat eveneens in de Premier League uitkwam. Tot dan kreeg hij slechts in 23 wedstrijden speelgelegenheid bij City. Hij debuteerde op 10 september 2011 bij Bolton en speelde meteen de hele match. Bolton kwam er echt niet aan te pas vanavond in het Reebok Stadium. Het werd een 5-0 thuisnederlaag tegen Manchester United. Zijn eerste doelpunt voor Bolton maakte hij tegen Chelsea FC. Het was niet meer dan een eerredder. De wedstrijd eindigde op 1-5. Voor Bolton speelde Boyata uiteindelijk 17 wedstrijden, waarvan 14 in de Premier League. Hierin scoorde hij één keer.

#### Verhuur aan FC Twente
Tijdens het seizoen 2012/13 werd hij uitgeleend aan FC Twente. Bij Twente vindt hij landgenoot Nacer Chadli terug. Boyata kwam op voorspraak van trainer Steve McClaren op de laatste dag van de transfermarkt naar Enschede. Boyata werd eerder al in verband gebracht met een overgang naar Celtic. Bij Twente slaagde hij er niet in om zich door te zetten in de Eredivisie, waardoor hij in januari 2013 al terug naar Manchester keerde. Boyata speelde in vijf competitiematchen bij Twente, waarvan vier keer als invaller. Boyata kreeg zijn kans in het bekerduel tegen Den Bosch, maar hij kreeg al na 23 minuten rood en Twente werd uitgeschakeld. Europees speelde hij drie keer voor Twente in de Europa League.

#### Terugkeer naar Manchester City
Hij werkte het seizoen 2012/13 af bij het tweede elftal van City. Hij mocht door het vertrek van Kolo Touré en Karim Rekik deelnemen aan de voorbereiding op het seizoen 2013/14 met het eerste elftal. In de seizoenen 2013/14 en 2014/15 kreeg Boyata speeltijd in negen wedstrijden.

### Celtic FC
Boyata tekende in juni 2015 een contract tot medio 2019 bij het Schotse Celtic FC. Met de transfersom is een bedrag van een slordige € 2.000.000,- gemoeid. Hij moest er de vervanger worden van landgenoot Jason Denayer. Op 15 juli 2015 maakte hij zijn debuut voor Celtic in de kwalificatiewedstrijd voor de UEFA Champions League 2015/16 tegen het IJslandse Stjarnan FC (2–0 winst). In de 44ste minuut opende hij de score; acht minuten voor tijd verving de Nigeriaan Efe Ambrose hem. Twee weken later was Boyata ook trefzeker in de volgende kwalificatieronde tegen FK Qarabağ uit Azerbeidzjan: op aangeven van Kris Commons maakte hij het enige doelpunt van de wedstrijd. In de play-offs voor deelname aan de Champions League verloor Boyata met Celtic van Malmö FF, waardoor de club doorstroomde naar de groepsfase van de UEFA Europa League 2015/16. Met de club uit Glasgow pakte Boyata vier opeenvolgende landstitels, won hij twee Schotse bekers en veroverde hij drie keer de Schotse League Cup. In mei werd Boyata opgenomen in het Elftal van het Jaar in de Schotse hoogste klasse.

### Hertha BSC
In mei 2019 tekende Boyata een contract bij het Berlijnse Hertha BSC. Hij werd transfervrij overgenomen. Boyata scoorde zijn eerste goal voor Hertha op 29 september 2019 (4–0 tegen 1. FC Köln). In het seizoen 2020/21 werd hij aanvoerder van de club. Op het einde van het seizoen 2021/22 kwam Boyata in Berlijn niet meer in de plannen van coach Sandro Schwarz. Als grootverdiener was hij te belastend voor de loonlast van de Hertha.

### Club Brugge
In september 2022 tekende Boyata een driejarig contract bij Club Brugge. Bij Brugge moet hij de defensieve zorgen en het vertrek van de centrale verdediger Stanley Nsoki opvangen. Voor Boyata werd Club Brugge een eerste kennismaking met de Belgische competitie. Onder trainer Carl Hoekens kwam hij in het begin van zijn debuutseizoen geregeld tot spelen toe, maar geraakte geblesseerd. Zijn tijd bij de West-Vlaamse club werd een ontgoocheling. In 2,5 seizoenen speelde de verdediger amper 26 matchen. In februari 2024 speelde Boyata zijn laatste wedstrijd voor Club Brugge. Hij mocht niet meer met de A-ploeg meetrainen en begin januari 2025 werd in onderling overleg zijn contract beëindigd. 
Op 12 augustus 2025 werd bekend dat hij assistent-trainer werd van Gill Swerts bij de beloften van de Rode Duivels, wat ook het einde van zijn professionele spelerscarrière betekende. 

## Interlandcarrière
Boyata werd op 1 oktober 2010 voor het eerst opgeroepen voor het Belgisch voetbalelftal voor de EK-kwalificatiewedstrijden tegen Kazachstan en Oostenrijk door bondscoach Georges Leekens. Ook Dries Mertens, Marvin Ogunjimi en Yassine El Ghanassy waren er voor het eerst bij. Boyata maakte zijn debuut tegen Oostenrijk op 12 oktober, waarbij hij na rust inviel als rechtsback voor Toby Alderweireld. De interland eindigde in een 4–4 gelijkspel. 
Na Leekens werd het enkele jaren stil rond Boyata. De opvolger van Leekens, Marc Wilmots, viste hem pas opnieuw op eind 2015, in de aanloop naar het EK in Frankrijk. In september en oktober 2015 werd hij geselecteerd voor vier kwalificatiewedstrijden voor het Europees kampioenschap voetbal 2016, maar hij kwam niet in actie. Hij haalde uiteindelijk niet de definitieve EK-selectie. In aanloop van het WK 2018 werd Boyata een vaste waarde in de selectie van Roberto Martínez.

#### WK 2018 Rusland
In 2018 ging hij mee naar het WK in Rusland. In de drie groepswedstrijden tegen Panama (3-0), Tunesië (5-2) en Engeland (0-1) stond hij telkens in de basis. Nadat Vincent Kompany fit was, verdween hij weer uit de basisploeg.

#### EK 2020
Op 17 mei 2021 werd Boyata door Roberto Martínez geselecteerd voor het EK 2020. Zowel in de eerste groepswedstrijd tegen Rusland (3-0 overwinning) als in de derde groepswedstrijd tegen Finland stond hij in het basiselftal. Daarna kwam hij niet meer in actie.

## Interlands
| Interlands van Dedryck Boyata voor België | Interlands van Dedryck Boyata voor België | Interlands van Dedryck Boyata voor België | Interlands van Dedryck Boyata voor België | Interlands van Dedryck Boyata voor België | Interlands van Dedryck Boyata voor België |
| Nr.                                       | Datum                                     | Wedstrijd                                 | Uitslag                                   | Competitie                                | Goals                                     |
| Als speler bij Manchester City            | Als speler bij Manchester City            | Als speler bij Manchester City            | Als speler bij Manchester City            | Als speler bij Manchester City            | Als speler bij Manchester City            |
| ----------------------------------------- | ----------------------------------------- | ----------------------------------------- | ----------------------------------------- | ----------------------------------------- | ----------------------------------------- |
| 1.                                        | 1 oktober 2010                            | België – Oostenrijk                       | 4 – 4                                     | Kwalificatie EK 2012                      | -                                         |
| Als speler bij Celtic FC                  |                                           |                                           |                                           |                                           |                                           |
| 2.                                        | 29 maart 2016                             | Portugal – België                         | 2 – 1                                     | Vriendschappelijk                         | -                                         |
| 3.                                        | 28 maart 2017                             | Rusland – België                          | 3 – 3                                     | Vriendschappelijk                         | -                                         |
| 4.                                        | 10 november 2017                          | België – Mexico                           | 3 – 3                                     | Vriendschappelijk                         | -                                         |
| 5.                                        | 2 juni 2018                               | België – Portugal                         | 0 – 0                                     | Vriendschappelijk                         | -                                         |
| 6.                                        | 6 juni 2018                               | België – Egypte                           | 3 – 0                                     | Vriendschappelijk                         | -                                         |
| 7.                                        | 11 juni 2018                              | België – Costa Rica                       | 4 – 1                                     | Vriendschappelijk                         | -                                         |
| 8.                                        | 18 juni 2018                              | België – Panama                           | 3 – 0                                     | WK 2018                                   | -                                         |
| 9.                                        | 23 juni 2018                              | België – Tunesië                          | 5 – 2                                     | WK 2018                                   | -                                         |
| 10.                                       | 28 juni 2018                              | Engeland – België                         | 0 – 1                                     | WK 2018                                   | -                                         |
| 11.                                       | 7 september 2018                          | Schotland – België                        | 0 – 4                                     | Vriendschappelijk                         | -                                         |
| 12.                                       | 12 oktober 2018                           | België – Tunesië                          | 2 – 1                                     | UEFA Nation League 2018/19                | -                                         |
| 13.                                       | 16 oktober 2018                           | België – Nederland                        | 1 – 1                                     | Vriendschappelijk                         | -                                         |
| 14.                                       | 15 november 2018                          | België – IJsland                          | 2 – 0                                     | UEFA Nation League 2018/19                | -                                         |
| 15.                                       | 18 november 2018                          | Zwitserland – België                      | 5 – 2                                     | UEFA Nation League 2018/19                | -                                         |
| 16.                                       | 21 maart 2019                             | België – Rusland                          | 3 – 1                                     | Kwalificatie EK 2020                      | -                                         |
| Als speler bij Hertha BSC                 |                                           |                                           |                                           |                                           |                                           |
| 17.                                       | 16 november 2019                          | Rusland - België                          | 1 - 4                                     | Kwalificatie EK 2020                      | -                                         |
| 18.                                       | 8 oktober 2020                            | België – Ivoorkust                        | 1 – 1                                     | Vriendschappelijk                         | -                                         |
| 19.                                       | 11 oktober 2020                           | Engeland – België                         | 2 – 1                                     | UEFA Nations League 2020/21               | -                                         |
| 20.                                       | 14 oktober 2020                           | IJsland – België                          | 1 – 2                                     | UEFA Nations League 2020/21               | -                                         |
| 21.                                       | 18 november 2020                          | België – Denemarken                       | 4 – 2                                     | UEFA Nations League 2020/21               | -                                         |
| 22.                                       | 30 maart 2021                             | België – Wit-Rusland                      | 8 – 0                                     | Kwalificatie WK 2022                      | -                                         |
| 23.                                       | 3 juni 2021                               | België – Griekenland                      | 1 – 1                                     | Vriendschappelijk                         | -                                         |
| 24.                                       | 12 juni 2021                              | België - Rusland                          | 3 – 0                                     | EK 2020 groepsfase                        | -                                         |
| 25.                                       | 21 juni 2021                              | Finland - België                          | 0 – 2                                     | EK 2020 groepsfase                        | -                                         |
| 26.                                       | 2 september 2021                          | Estland - België                          | 2 – 5                                     | Kwalificatie WK 2022                      | -                                         |
| 27.                                       | 8 september 2021                          | Wit-Rusland − België                      | 0 – 1                                     | Kwalificatie WK 2022                      | -                                         |
| 28.                                       | 16 november 2021                          | Wales - België                            | 1 – 1                                     | Kwalificatie WK 2022                      | -                                         |
| 29.                                       | 26 maart 2022                             | Ierland – België                          | 2 – 2                                     | Vriendschappelijk                         | -                                         |
| 30.                                       | 3 juni 2022                               | België – Nederland                        | 1 – 4                                     | UEFA Nations League 2022/23               | -                                         |
| 31.                                       | 11 juni 2022                              | Wales - België                            | 1 – 1                                     | UEFA Nations League 2022/23               | -                                         |
| Totaal                                    | Totaal                                    | Totaal                                    | Totaal                                    | Totaal                                    | 0                                         |

Bijgewerkt t/m 11 juni 2022

## Clubstatistieken
| Seizoen | Club               | Land               | Competitie           | Competitie | Competitie | Beker | Beker | Internationaal | Internationaal | Supercup | Supercup | Totaal | Totaal |
| Seizoen | Club               | Land               | Competitie           | Wed.       | Dlp.       | Wed.  | Dlp.  | Wed.           | Dlp.           | Wed.     | Dlp.     | Wed.   | Dlp.   |
| ------- | ------------------ | ------------------ | -------------------- | ---------- | ---------- | ----- | ----- | -------------- | -------------- | -------- | -------- | ------ | ------ |
| 2009/10 | Manchester City    | Vlag van Engeland  | Premier League       | 3          | 0          | 4     | 0     | —              | —              | —        | —        | 7      | 0      |
| 2010/11 | Manchester City    | Vlag van Engeland  | Premier League       | 7          | 0          | 3     | 0     | 6              | 1              | —        | —        | 16     | 1      |
| 2011/12 | → Bolton Wanderers | Vlag van Engeland  | Premier League       | 14         | 1          | 3     | 0     | —              | —              | —        | —        | 17     | 1      |
| 2012/13 | → FC Twente        | Vlag van Nederland | Eredivisie           | 5          | 0          | 2     | 0     | 3              | 0              | —        | —        | 10     | 0      |
| 2012/13 | Manchester City    | Vlag van Engeland  | Premier League       | 0          | 0          | 0     | 0     | —              | —              | —        | —        | 0      | 0      |
| 2013/14 | Manchester City    | Vlag van Engeland  | Premier League       | 1          | 0          | 5     | 0     | 0              | 0              | —        | —        | 6      | 0      |
| 2014/15 | Manchester City    | Vlag van Engeland  | Premier League       | 2          | 0          | 3     | 0     | 0              | 0              | 1        | 0        | 6      | 0      |
| 2015/16 | Celtic FC          | Vlag van Schotland | Scottish Premiership | 26         | 4          | 4     | 0     | 12             | 2              | —        | —        | 42     | 6      |
| 2016/17 | Celtic FC          | Vlag van Schotland | Scottish Premiership | 17         | 5          | 5     | 0     | 0              | 0              | —        | —        | 22     | 5      |
| 2017/18 | Celtic FC          | Vlag van Schotland | Scottish Premiership | 28         | 2          | 6     | 1     | 5              | 0              | —        | —        | 39     | 3      |
| 2018/19 | Celtic FC          | Vlag van Schotland | Scottish Premiership | 19         | 1          | 5     | 0     | 8              | 0              | —        | —        | 32     | 1      |
| 2019/20 | Hertha BSC         | Vlag van Duitsland | Bundesliga           | 28         | 4          | 1     | 0     | —              | —              | —        | —        | 29     | 4      |
| 2020/21 | Hertha BSC         | Vlag van Duitsland | Bundesliga           | 19         | 1          | 0     | 0     | —              | —              | —        | —        | 19     | 1      |
| 2021/22 | Hertha BSC         | Vlag van Duitsland | Bundesliga           | 25         | 1          | 2     | 0     | —              | —              | —        | —        | 27     | 1      |
| 2022/23 | Hertha BSC         | Vlag van Duitsland | Bundesliga           | 0          | 0          | 1     | 0     | —              | —              | —        | —        | 1      | 0      |
| 2022/23 | Club Brugge        | Vlag van België    | Jupiler Pro League   | 11         | 0          | 0     | 0     | 3              | 0              | —        | —        | 14     | 0      |
| Totaal  | Totaal             | Totaal             | Totaal               | 205        | 19         | 44    | 1     | 37             | 3              | 1        | 0        | 287    | 23     |

## Erelijst
| Competitie                  |                 |                                      |                 |                 |
| Competitie                  | Aantal          | Jaren                                |                 |                 |
| Manchester City             | Manchester City | Manchester City                      | Manchester City | Manchester City |
| --------------------------- | --------------- | ------------------------------------ | --------------- | --------------- |
| Engels landskampioenschap   | 1x              | 2013/14                              |                 |                 |
| FA Cup                      | 1x              | 2010/11                              |                 |                 |
| League Cup                  | 1x              | 2013/14                              |                 |                 |
| Celtic FC                   |                 |                                      |                 |                 |
| Schots landskampioenschap   | 4x              | 2015/16, 2016/17, 2017/18, 2018/2019 |                 |                 |
| Scottish Cup                | 3x              | 2016/17, 2017/18, 2018/2019          |                 |                 |
| Scottish League Cup         | 3x              | 2016/17, 2017/18, 2018/19            |                 |                 |
| Club Brugge                 |                 |                                      |                 |                 |
| Belgisch landskampioenschap | 1x              | 2023/24                              |                 |                 |

| Competitie | Winnaar | Winnaar | Runner-up | Runner-up | Derde  | Derde  |
| Competitie | Aantal  | Jaren   | Aantal    | Jaren     | Aantal | Jaren  |
| België     | België  | België  | België    | België    | België | België |
| ---------- | ------- | ------- | --------- | --------- | ------ | ------ |
| WK voetbal |         |         |           |           | 1x     | 2018   |

Individueel
- Jonge speler van het jaar

2010 (bij Manchester City)
- PFA Schotland Team van het jaar

2018–19 Scottish Premiership